# Anville (Charente)
Anville korábbi község Franciaországban, Charente megyében. Lakosainak száma 210 fő (2018. január 1.). Anville Montigné, Auge-Saint-Médard, Sonneville, Bresdon és Neuvicq-le-Château községekkel határos.
2019. január 1-jén három másik korábbi községgel egyesült és az így létrejött Val-d’Auge új község része lett.

## Népesség
A település népességének változása:
| Lakosok száma | 217  | 181  | 173  | 156  | 186  | 203  | 204  | 204  | 208  | 210  |
|               | 1968 | 1975 | 1990 | 1999 | 2006 | 2011 | 2013 | 2015 | 2017 | 2018 |